# Comuna Oleksandrivka, Novotroiițke
Oleksandrivka (în ucraineană Олександрівка) este o comună în raionul Novotroiițke, regiunea Herson, Ucraina, formată din satele Kalînivka și Oleksandrivka (reședința).

## Demografie
Componența lingvistică a comunei Oleksandrivka
     Ucraineană (94,53%)
     Rusă (4,56%)
     Alte limbi (0,49%)
Conform recensământului din 2001, majoritatea populației comunei Oleksandrivka era vorbitoare de ucraineană (94,53%), existând în minoritate și vorbitori de rusă (4,56%).